# Жар-Башы (Чон-Алайский район)
Жар-Башы (кирг. Жар-Башы) — село в Чон-Алайском районе Ошской области Кыргызстана. Входит в состав Чон-Алайского айылного аймака.

## География
Село расположено в юго-западной части области, в высокогорной зоне, на левом берегу реки Кызылсу, на расстоянии приблизительно 6 километров (по прямой) к юго-западу от села Дараут-Курган, административного центра района. Абсолютная высота — 2437 метров над уровнем моря.

## Население
Согласно оценочным данным Национального статистического комитета Кыргызской Республики, численность населения села на начало 2023 года составляла 2925 человек.
| год     | 2009 | 2014 | 2015 | 2020 | 2021 | 2023 |
| ------- | ---- | ---- | ---- | ---- | ---- | ---- |
| человек | 2041 | 2317 | 2317 | 2720 | 2798 | 2925 |